# Correttivo
I correttivi sono quei fertilizzanti che modificano il pH o reazione del terreno portandolo verso la neutralità. Il loro effetto in genere non è molto efficace a causa del forte potere tampone del terreno, se non incorporando quantitativi di correttivo tali da rivelarsi economicamente onerosi. Quantità moderate possono pertanto modificare il pH di poche decine di unità.
Nei terreni acidi il correttivo più efficace è la calce viva, che ha inoltre un effetto ammendante. Un effetto correttivo minore si ottiene, in ordine decrescente, con la calce spenta e con il calcare finemente macinato. Hanno inoltre un secondario effetto correttivo alcalinizzante i concimi chimici che costituzionalmente basici (per idrolisi salina basica) o fisiologicamente basici (in quanto le piante assorbono in maggiori quantità la frazione anionica). Sono tali, ad esempio, il nitrato di calcio, le scorie Thomas, la calciocianammide. Pur avendo un costo non irrilevante, la calcitazione dei terreni acidi è sovente applicata per il secondario effetto positivo dovuto all'apporto di calcio.
Nei terreni basici il correttivo più efficace è lo zolfo, che nel terreno viene ossidato ad acido solforico. Per l'elevato costo dell'intervento, tuttavia, lo zolfo non è utilizzato e in genere la correzione dei terreni basici non viene effettuata. In alternativa si può ricorrere al gesso, ma anche in questo caso il beneficio ottenuto è limitato se confrontato al costo. Hanno inoltre effetto acidificante i concimi chimici costituzionalmente o fisiologicamente acidi, come il solfato ammonico, il perfosfato minerale, il solfato potassico e il cloruro potassico.
Sono definiti correttivi anche quei prodotti usati per ridurre la salinità del terreno.